# Преображенский, Аркадий Иванович
Аркадий Иванович Преображенский (1907—1994) — доктор географических наук, доктор технических наук, профессор, заведующий кафедрой физической географии МИИГАиК, основоположник преподавания экономической картографии.

## Биография
Родился в Петербурге. Свой трудовой путь начал с 1924 г. после окончания школы,  в 1930 г. поступил на географический факультет МГУ. Выпускник кафедры экономической географии СССР (1935 г.). Под руководством Н.Н. Баранского он окончил аспирантуру Научно-исследовательского института географии  (НИИИГ) МГУ, а в 1937 г. защитил кандидатскую диссертацию.
В 1938 г. начал работать в Московском институте инженеров геодезии МИИГАиК, аэрофотосъемки и картографии, на кафедре составления и редактирования карт, где ряд лет работал под руководством Г.Н. Черданцева. Аркадий Иванович проводил занятия по экономической географии, а также в курсе составлении и редактирования карт преподавал экономическую картографию. В 1939 г. стал доцентом кафедры проектирования и составления карт.
В 1954 г. А.И. Преображенскому была присуждена ученая степень доктора технических наук на основе защиты в МИИГАиК монографии «Русские экономические карты и атласы», после чего ему было присвоено звание профессора.
C 1977 г. работал на кафедре физической географии, с 1978 по 1981 гг. заведовал кафедрой. Сфера его научных интересов заключалась в изучении вопросов создания экономических карт и атласов.

## Научная деятельность
Одновременно с педагогической деятельностью А.И. Преображенский проводил широкие научные исследования, в том числе и по истории отечественной картографии. В 1953 г. вышла в свет его книга "Русские экономические карты и атласы", которая принесла ему широкую известность и была использована им при защите степени доктора технических наук.
В 1953 г. он издает своё учебное пособие с названием "Экономическая картография". Несколько позднее, в 1962 г. издается "Экономическая картография" как результат совместной работы А.И. Преображенского и Н.Н. Баранского, которая стала классическим трудом.
С 1977 по 1982 г. А.И. Преображенский заведовал кафедрой географии МИИГАиК. В эти годы он разработал для учителей средней школы еще одно учебное пособие "Экономические карты в преподавании географии. Пособие для учителей", которое увидело свет в 1980 г.
А.И. Преображенский систематически оказывал помощь картографическому производству, участвуя в создании крупных картографических произведений: "Атлас сельского хозяйства СССР", "Атлас развития хозяйства и культуры СССР"

## Публикации
Аркадий Иванович автор более 150 научных трудов. Наиболее известные из них:
«Столетие учебно-экономического атласа Николая Кирова» // Вопросы географии Сб. № 2. М., 1946.
«Русские экономические карты и атласы». - М., 1953 г.
«Экономическая картография». - М.: Учпедгиз, 1953 г. - 205 с. (в соавторстве с Н.Н. Баранским)
«Составление и редактирование специальных карт». - М., 1961 г. (в соавторстве Ю.С. Билич)
«Экономические карты в преподавании географии». - М.: Просвещение, 1980 г. - 151 с.

## Награды
- Заслуженный деятель науки и техники РСФСР;